# Trichosurus vulpecula
Trichosurus vulpecula, o Cusu-de-orelhas-grandes, Cusu comum ou Cusu-zorro,  é uma espécie de marsupial, de tamanho médio. Possui hábitos arborícolas e a sua cauda é preênsil.
Tem um comprimento de 35 a 55 cm e uma cauda de 25 a 40 cm. Os machos chegam a pesar 4 kg. As fêmeas têm um peso menor, entre 1,5 a 3,5 kg.
Atingem a maturidade sexual com um ano de idade.
A gestação dura 17 dias, a que se junta mais cinco meses dentro do marsúpio.